# Margarida de Lisareia
Margarida de Lisareia foi uma dama do feudo de Lisareia no Principado da Acaia em ca. 1276. Sua identidade é obscura, pois muito pouco se sabe sobre ela. O medievalista alemão do século XIX Karl Hopf propôs uma reconstrução genealógica, segundo a qual ela era filha de Guiberto de Cors e Margarida de Passavante, ao lago dum hipotético irmão chamado Guilherme. Hopf também propôs que ela casou-se primeiro com Payen de Stenay, que é atestado em 1280 vendendo parte das terras dos Cors, e então, em 1287–89, com seu segundo marido, Godofredo II de Briel.
O estudioso francês Antoine Bon, contudo, rejeita a hipótese de Hopf, alegando que muitas afirmações baseiam-se em pura conjectura: os únicos fatos certos, segundo Bon, são que em 1276, Margarida reteve o feudo de Lisareia, que ela era prima de Gualtério de Rosières e que ela casou-se com Godofredo II, com quem teve uma filha.